# Vaikšnoras
Vaikšnoras ist ein litauischer männlicher Familienname.

## Weibliche Formen
- Vaikšnoraitė (ledig)
- Vaikšnorienė (verheiratet)

## Namensträger
- Raimundas Vaikšnoras, Brigadegeneral, Vizechef des Stabes der Litauischen Armee
- Vitalijus Vaikšnoras  (* 1961), Generalmajor, Chef des Stabes der Litauischen Armee